# Station Rakowice
Station Rakowice is een spoorwegstation in de Poolse plaats Rakowice.